# Ryoichi Kawazu
Ryoichi Kawazu (河津 良一 Kawazu Ryoichi?), född 22 maj 1992 i Osaka prefektur, är en japansk fotbollsspelare.
Kawazu började sin karriär 2015 i JEF United Chiba. Efter JEF United Chiba spelade han för Azul Claro Numazu, Grulla Morioka och Vanraure Hachinohe.